# Teatro Politeama (Prato)
Il Teatro Politeama o Politeama Pratese è un teatro di Prato, situato in via Garibaldi 33, all'interno di Palazzo Leonetti.

## Storia e descrizione

### Preesistenze
Il teatro sorge su una serie di annessi nella parte posteriore di palazzo Leonetti: si tratta di un edificio con fronte settecentesco (sei assi per 3 piani, con oculi all'ultimo), appartenuto nell'Ottocento alla famiglia Mannucci. Il suo scalone ha la volta decorata in quel periodo, mentre più antica è la decorazione di due sale al piano nobile, una con Cronos e una col Carro di Cibele, ricche di simboli massonici, eseguite da Rinaldo Botti verso il 1725 (parte figurata e alcuni monocromi) e forse da Stefano Catani (zona centrale, animali e figure) un venticinquennio dopo.
All'inizio del XX secolo il celebre pallonista pratese Bruno Banchini aveva acquistato il palazzo dai leonetti, e adibito, nel 1910, la parte posteriore ad arena all'aperto per spettacoli cinematografici, teatrali e per intrattenimenti vari. Realizzata da Paolo Emilio Andrè, aveva un'unica gradinata a ferro di cavallo (di cui restano le quattro colonne del boccascena), e venne inaugurata come Kursaal. Nel 1911 l'area venne destinata soprattutto a parco giochi (il Mikado) e poi ridivenne arena cinematografica.

### Origini

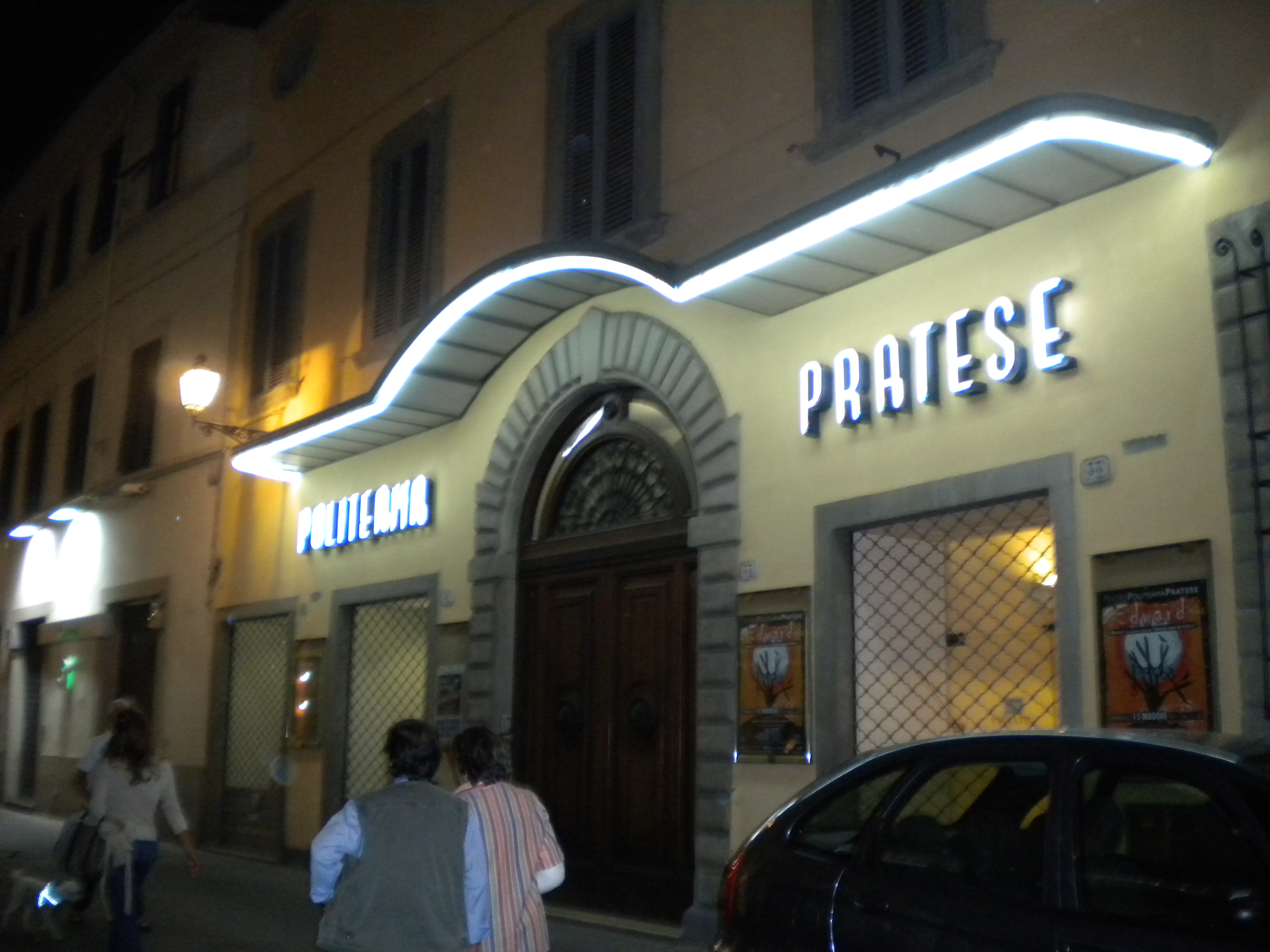
L'ingresso

Acquisiti altri immobili tra le vie Garibaldi e Tintori, il Banchini, alla vigilia della Grande Guerra, concepì l'idea di trasformare l'arena in un Politeama, su progetto ancora dell'Andrè, a cui si sostituirono poi Antonio Ignesti e Arturo Ristori. L'esecuzione dell'opera procedette a rilento in seguito anche a problemi finanziari: nel 1916 venne ultimata la gradinata attorno alla platea, nel 1917 il vecchio praticabile venne trasformato in un ampio palcoscenico che nel 1918 ospitò l'allestimento dell'operetta Le pillole del diavolo; nel 1920 l'enorme anfiteatro vedeva completati anche il boccascena e le barcacce. Finalmente nella prima metà degli anni venti si gettarono le basi per risolvere il problema della copertura della grande arena realizzata ricorrendo allo studio Nervi e Nebbiosi di Roma.
Sebbene l'impiego del cemento armato fosse solo alle prime sperimentazioni, Pierluigi Nervi riuscì a risolvere il problema dell'ampia copertura: una struttura costituita da una raggiera di travi scaricanti su due anelli concentrici, sorretta da quattro pilastri in muratura e sormontata da quattro tiranti collegati fra di loro per annullare le tensioni e collaborare col cordolo. Le due calotte in cemento armato, del peso di circa sette tonnellate, erano movibili elettricamente per aprire il soffitto, e riprendevano una soluzione adottata già al teatro Savoia di Firenze.
Nell'occasione venne realizzata, sempre in cemento armato, anche la nuova galleria. Mentre le strutture in cemento armato vennero realizzate da maestranze specializzate venute da Roma, gli stucchi furono eseguiti dai fratelli Chini, su disegno dell'architetto Ubaldo Norchi, e le pitture dai pittori Guido Dolci e Ubaldo Norchi.

### Inaugurazione e completamento

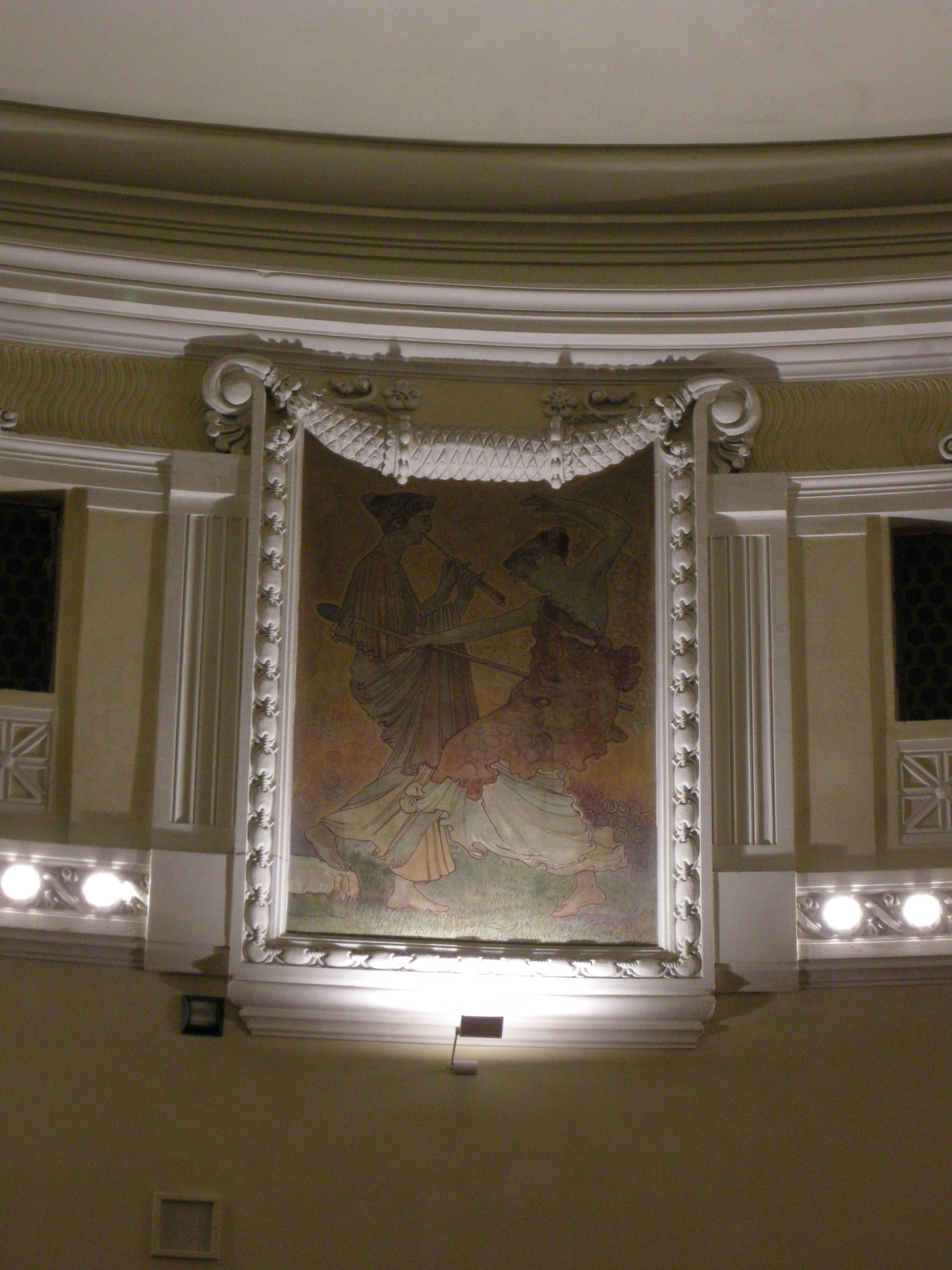
Uno dei pannelli decorativi

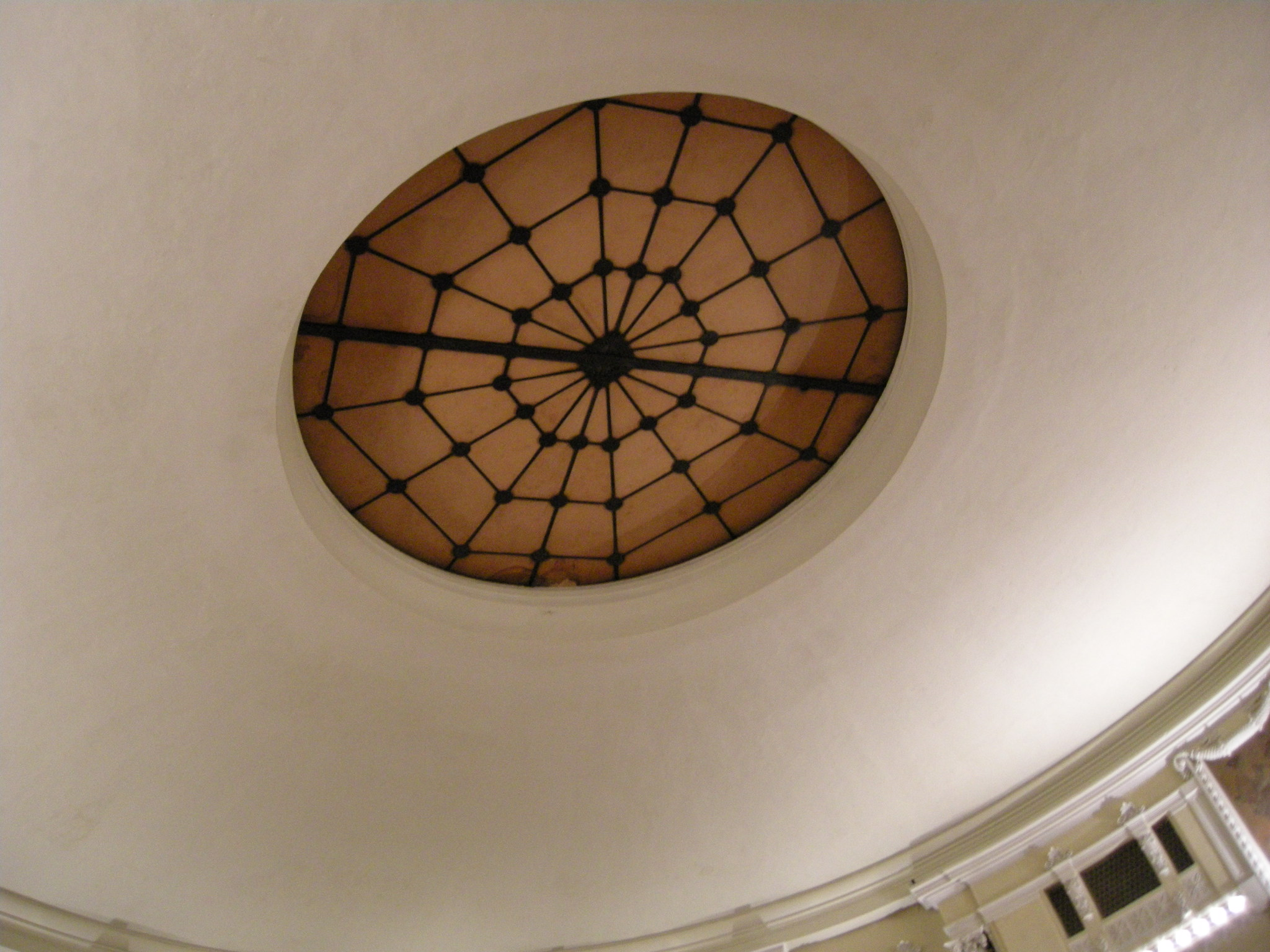
Cupola apribile di Pierluigi Nervi

Il nuovo Politeama Banchini, con capienza di circa 3000 persone, venne inaugurato il 2 aprile 1925 con una grande manifestazione pubblica e con l'allestimento della Tosca di Giacomo Puccini con Giuseppina Cobelli seguita dalle prime di Madama Butterfly ed Andrea Chénier (opera). 
Nonostante ancora i lavori del palcoscenico non fossero completamente ultimati l'attività del Politeama andò avanti intensamente dedicando gran parte della sua programmazione alle proiezioni cinematografiche. 
Nel 1928 vi furono le prime di Manon Lescaut con Iva Pacetti e di Il piccolo Marat.
Nel 1934 finalmente il Politeama era completato anche nella porzione del palcoscenico con una copertura definitiva, nuovi camerini e ampi locali ricavati nel sottopalco per i coristi, l'orchestra, le comparse e il personale di servizio. Considerato il più importante spazio per i pubblici spettacoli di Prato, il Politeama visse stagioni intense e caratterizzate anche da una stagione lirica annuale.
Nel 1938 vi fu la prima di Rigoletto con Clara Frediani, Mario Filippeschi, Gino Bechi ed Ugo Novelli.

### Crisi e rinascita
Dopo il passaggio in proprietà all'Amministrazione Comunale nel 1939, iniziò un lento declino interrotto solo da qualche spettacolo eccezionale quale, nel 1940 la prima di Il trovatore con Francesco Merli ed Enzo Mascherini e nel 1941, l'allestimento dell'Andrea Chénier di Umberto Giordano alla presenza dall'autore e interpretato dalla Pacetti, Beniamino Gigli e Mascherini.
Dopo la chiusura negli anni 1944-48 venne demolita la gradinata che circondava la platea e prese il nome, dal 1957, di Politeama Pratese. 
Nel 1957 vennero rappresentate Carmen (opera) e Madama Butterfly con Afro Poli.
Anche dei segni di cedimento alla cupola richiesero nel 1954 l'intervento dello stesso Nervi per consolidare e restaurare la struttura.
Dopo alcuni decenni di intensa attività, soprattutto cinematografica, alla metà degli anni ottanta il Politeama è stato chiuso per inagibilità e ha rischiato seriamente un cambio di destinazione che l'avrebbe trasformato in un grande centro commerciale. Per scongiurare questo pericolo nel 1990  si è costituito un comitato cittadino per promuovere iniziative e raccogliere sottoscrizioni e sostegni per il recupero di uno spazio dello spettacolo così importante per Prato. Grazie alla coraggiosa opera di questo comitato, che ha portato alla costituzione della società per azioni oggi proprietaria dell'immobile (la Società Politeama), il Politeama è stato restaurato e adeguato alle normative di sicurezza vigenti, su progetto dell'ingegner Giancarlo De Renzis ultimato nel 1999, ed è stato così restituito alla sua importante funzione di luogo di spettacolo sia per Prato che per l'intera area metropolitana gravitante attorno al capoluogo laniero.